# Erebia astur
Erebia astur är en fjärilsart som beskrevs av Charles Oberthür 1884. Erebia astur ingår i släktet Erebia och familjen praktfjärilar. Inga underarter finns listade i Catalogue of Life.